# Бенямин Лензе
Бенямин Лензе (на немски: Benjamin Lense) е немски футболист. Роден е на 30 ноември 1978 г. в град Лих. Играе на поста защитник в германския Ханза Росток. Има дългогодишна и впечатляваща кариера в Германия.
Започва да тренира футбол още от малък като преминава през няколко малки отбори, докато не стигне до Айнтрахт Франкфурт. За двете прекарани години там не успява да се реализира и през 1999 г. преминава в редиците на Динамо Дрезден. Там също не намира място в отбора и преминава във ШФ Дармщат 98 за 1 сезон. През сезон 2002 – 2003 подписва с Арминия Билефелд, където престоява общо 3 години и изиграва над 50 мача. Следват престои в 1. ФК Нюрнберг и Бохум. През 2007 г. подписва с Ханза Росток 3-годишен договор.